# Олімпійська асоціація Багам
Олімпійська асоціація Багамських островів (англ. Bahamas Olympic Association) — організація, що представляє Багамські Острови в міжнародному олімпійському русі. Заснована та зареєстрована в МОК у 1952 році. Комітет також представляє острівну державу в Асоціації Ігор Співдружності.
Штаб-квартира розташована в Нассау. Є членом Міжнародного олімпійського комітету, Панамериканської спортивної організації та інших міжнародних спортивних організацій. Здійснює діяльність із розвитку спорту на Багамських островах.